# Martinsia scabrosa
Martinsia scabrosa là một loài bọ cánh cứng trong họ Cerambycidae.